# Pseudopediasia
Pseudopediasia és un gènere d'arnes de la família Crambidae.

## Taxonomia
- Pseudopediasia amathusia Bleszynski, 1963
- Pseudopediasia calamellus (Hampson, 1919)
- Pseudopediasia diana Bleszynski, 1963